# Prigonrieux
Prigonrieux é uma comuna francesa na região administrativa da Nova Aquitânia, no departamento Dordonha. Estende-se por uma área de 26,2 km². Em 2010 a comuna tinha 4 240 habitantes (densidade: 161,8 hab./km²).